# André Badonnel
André Badonnel, est un entomologiste français, spécialiste des psocoptères, né le 5 juillet 1898 à Épinal et mort le 30 avril 1991 à Paris 12e. 
Ayant dominé la psocidologie mondiale pendant près de six décennies, il est l'auteur d'une œuvre considérable. Il est connu du public français pour son volume de la série Faune de France publié en 1943.
Sa collection est déposée au Muséum d'histoire naturelle de Genève.

### Enfance et études
André Badonnel est né le 5 juillet 1898 à Épinal, dans les Vosges.
Sa scolarité est interrompue par la Première Guerre mondiale. Il y participe en tant que sous-lieutenant en 1918 et y est blessé.
Il reprend ses études de pédagogie et de sciences naturelles pour devenir instituteur, obtient une licence en sciences naturelles en 1930, puis un doctorat en 1934.

### Enseignement
Il est instituteur puis professeur à Raon-l'Étape, puis enseigne à Gérardmer, Dijon et Paris.
Sur les conseils d'Edmond Hesse, professeur de zoologie à la Faculté des sciences de Dijon, il choisit d'étudier les génitalia des psocoptères de la région, pour préciser leur classification.
La société entomologique de France, dont il est membre, lui attribue le prix Jean Dollfus en 1942 pour son étude.
Il étudie aussi les psoques à partir de 1930 ce qui lui permet de soutenir sa thèse en 1934.
De 1939 à 1962, il est professeur au Lycée Chaptal de Paris, spécialement en classe préparatoire à l’École normale supérieure de Saint-Cloud. Il est cependant mobilisé en 1939 et prisonnier de guerre en 1940-941.
Il devient en 1962 sous-directeur du Muséum national d'Histoire naturelle, il continue parallèlement son travail au laboratoire des arthropodes du muséum.
Jusqu'en 1988, à 90 ans, 70 publications sur la systématique des psocoptères complètent les dizaines de travaux réalisés entre 1931 et 1962.

## Publications
- 1934 : Recherches sur l'anatomie des psoques, Paris, Laboratoire d'évolution des êtres organisés, Les Presses universitaires de France.
- 1967 : Faune de Madagascar, Muséum national d'Histoire naturelle, Paris, 235 p.
- 1977 : Psocotères de l'Ile de la réunion, in Bulletin du musée national du muséum d'Histoire naturelle no 478, 3e série, n°478

## Postérité
Plusieurs espèces ont été nommées en hommage à André Badonnel :
- Brachypsocus badonneli Lienhard, 1979, et
- Aaroniella badonneli (L. Danks, 1950), deux espèces de psoques ;
- Calocheiridius badonneli Heurtault, 1983, un pseudoscorpion.